# Abaurrepea
Abaurrepea (en basc, oficialment bilingüe Abaurrepea/Abaurrea Baja) és un municipi de Navarra, a la comarca d'Auñamendi, dins la merindad de Sangüesa.

## Demografia
| Evolución demogràfica                                               | Evolución demogràfica | Evolución demogràfica | Evolución demogràfica | Evolución demogràfica | Evolución demogràfica | Evolución demogràfica | Evolución demogràfica | Evolución demogràfica | Evolución demogràfica | Evolución demogràfica |
| 1996                                                                | 1998                  | 1999                  | 2000                  | 2001                  | 2002                  | 2003                  | 2004                  | 2005                  | 2006                  | 2007                  |
| ------------------------------------------------------------------- | --------------------- | --------------------- | --------------------- | --------------------- | --------------------- | --------------------- | --------------------- | --------------------- | --------------------- | --------------------- |
| 48                                                                  | 45                    | 47                    | 47                    | 49                    | 46                    | 44                    | 42                    | 41                    | 40                    | 39                    |
| Fonts: Abaurrepea/Abaurrea Baja i Institut d'Estadística de Navarra |                       |                       |                       |                       |                       |                       |                       |                       |                       |                       |